# Union des églises chrétiennes baptistes en Roumanie
L’Union des églises chrétiennes baptistes en Roumanie (roumain : Uniunea Bisericilor Creștin Baptiste din România) est une association chrétienne évangélique d'églises baptistes en Roumanie. Elle est affiliée à l’Alliance baptiste mondiale et à la Romanian Evangelical Alliance. Son siège est situé à Bucarest.

## Histoire
L’Union a ses origines dans l’établissement de la première église
baptiste à Bucarest par le missionnaire allemand Karl Scharschmidt en 1856. En 1912, la première église de langue roumaine est établie à Bucarest. En 1920, l’Union est officiellement fondée par des églises baptistes. 
Selon un recensement de l’association, en 2023 elle disait avoir 1.697 églises et 83 853 membres.

## Écoles

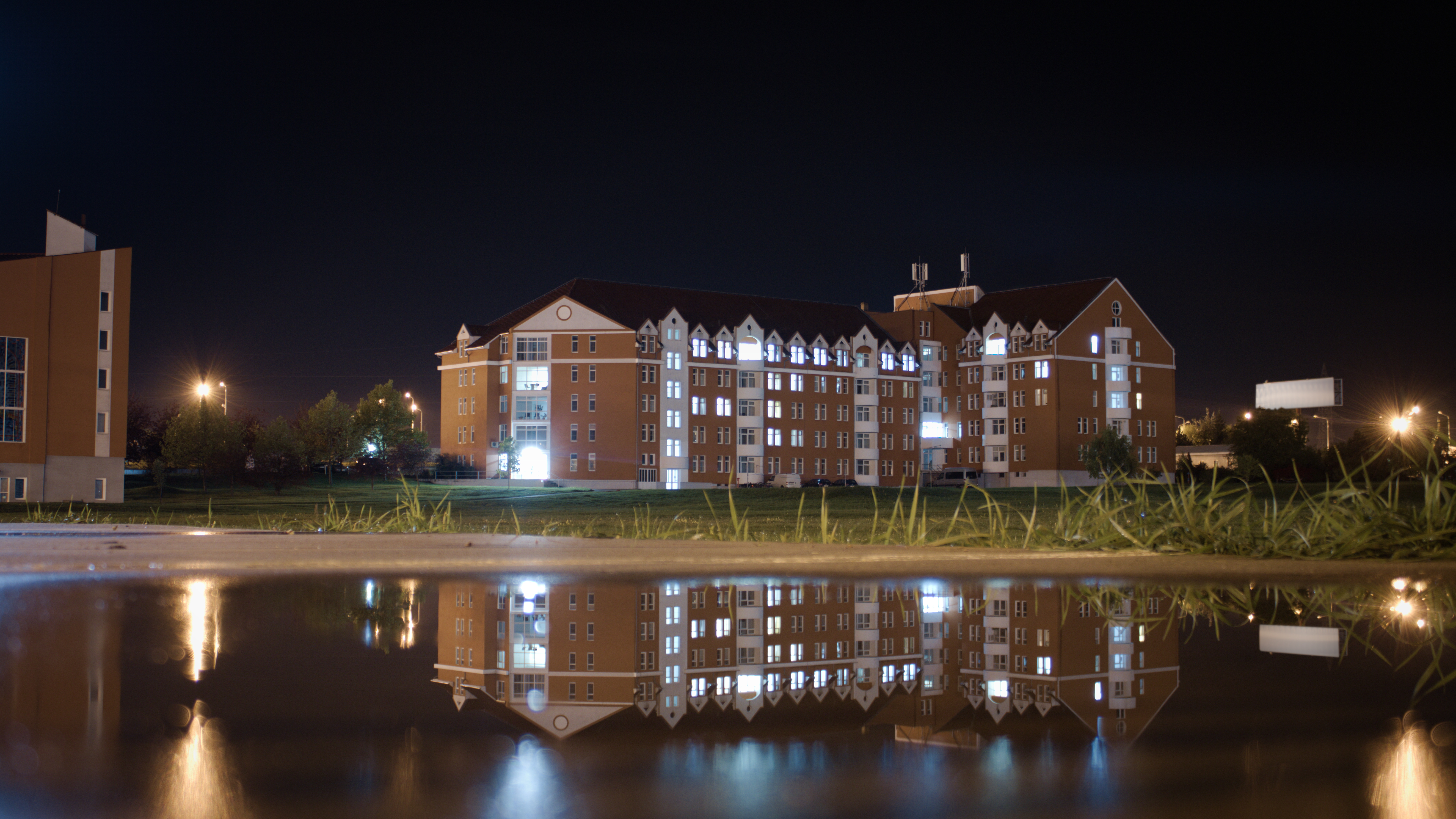
Campus de l’Université Emanuel d'Oradea à Oradea.

En 1921, elle fonde l’Institut théologique baptiste de Bucarest qui deviendra la Faculté de théologie baptiste, affilée à l’Université de Bucarest.
L’union est partenaire de l'université Emanuel d'Oradea fondée en 1990 par une église membre.